# Bertel Dahlgaard
Bertel Dahlgaard, född 7 november 1887, död 31 mars 1972, var en dansk politiker för Det Radikale Venstre. Han var far till politikerna Tyge och Lauge Dahlgaard.
Dahlgard tog en politices kandidatexamen 1913, och blev därefter ämbetsman inom danska staten. 1914 blev han assistent vid Köpenhamns statistiska kontor, 1918 fullmäktig och 1922 chef vid samma kontor. Dahlgaard var 1919, 1925 och 1926 rådgivande medlem av de danska delegationerna vid internationella arbetarkonferenserna, och blev 1920 radikal folketingsledamot. 1929 tillträdde han som inrikesminister i Thorvald Staunings koalitionsministär.